# Какаду (национальный парк)
Национальный парк Какаду́ — объект Всемирного наследия ЮНЕСКО № 147, расположенный в Австралии в 171 км к юго-востоку от Дарвина. На юге вплотную граничит с национальным парком Нитмилук.
Название парка произошло от этнонима Какаду, народа, некогда проживавшего на этой территории. Под охраной находятся археологическая, природная и этнологическая составляющие. 

## Археология
- Две пещеры с наскальной живописью аборигенов (самым древним рисункам около 18 000 лет), в которых представлена так называемая рентгеновская живопись.

## Природа
Ландшафты парка кардинально меняются от одного конца парка к другому, охватывая береговые линии, окаймленные мангровыми зарослями, обширные каменистые земли и бесконечные поймы и водно-болотные угодья.
Территория парка со всех сторон окружена уступами, что создало уникальную биологическую резервацию. Саванные леса и низины, составляющие около 80% парка, являются средой обитания огромного разнообразия растений и животных.
В Какаду произрастает 2000 видов растений, обитает около трети всех видов австралийских птиц и около одной пятой всех австралийских млекопитающих.
Некоторые из этих животных находятся под угрозой исчезновения, а многие не встречаются больше нигде в мире.
В Боали расположен информационный центр.

### Животный мир
На территории национального парка зарегистрировано 280 видов птиц, 117 видов рептилий, 77 видов рыб, 1000 видов насекомых и 60 видов млекопитающих.
- Гребнистый крокодил
- Азиатский буйвол

### Растительность
Здесь произрастает 1700 видов растений, 200 из которых являются эндемиками, в том числе пальмы, фикусы и эвкалипты.
- Панданус
- Кувшинка
- Гревиллея

### История
Какаду был домом для аборигенов более 65 000 лет.
Аборигены занимались в основном охотой и собирательством, по мере смены сезонов они перемещались по парку в поисках еды и комфорта.
Постоянных поселений не было, использовали временные жилища, такие как хижины из волокнистой коры, хижины для сезона дождей, построенные на сваях в поймах, и скальные убежища в каменистой стране.
Когда в район Какаду прибыли "неаборигены", численность аборигенов заметно сократилась. Многие люди умерли от болезней или покинули свои земли, перебравшись в города и поселения.
Сокращение населения и появление транспортных средств и магазинов изменили традиционные сезонные перемещения. Люди стали поселяться на окраине или в городе и использовать транспортные средства для покупок, посещения различных окраин, участия в церемониях и передвижения по стране во время охотничьих походов.
До прибытия "неаборигенов" в районе Какаду проживало около 2000 человек. Сейчас в 18 поселениях, разбросанных по всему парку, проживает около 500 аборигенов.

## Начало парка
Создание национального парка Какаду происходило поэтапно, начиная с 1970-х годов.
В то время австралийцы стали интересоваться созданием национальных парков для сохранения и признанием земельных интересов аборигенов, так появилась идея создания и этого национального парка. Название Какаду было предложено в знак признания языка Гагуджу, языка аборигенов, на котором раньше говорили в парке.

Недавно к Национальному парку Какаду был добавлен новый участок леса под названием Кунгарра (Кункарра). Главный традиционный владелец Кунгарры (Кункарра) Джеффри Ли более десяти лет боролся за предотвращение добычи полезных ископаемых на своих родовых землях. В 2013 году его мечта осуществилась, когда Кунгарра (Кункарра) стала частью Какаду.